# Аль-Мансурі (Тір)
Аль-Мансурі (араб. المنصوري) — село на півдні Лівану в районі Тір провінції Південний Ліван.
| Ліван | Це незавершена стаття з географії Лівану. Ви можете допомогти проєкту, виправивши або дописавши її. |